# Geophis blanchardi
Geophis blanchardi este o specie de șerpi din genul Geophis, familia Colubridae, descrisă de William Randolph Taylor și Smith 1939. Conform Catalogue of Life specia Geophis blanchardi nu are subspecii cunoscute.